# Chestfield
Chestfield är en ort och civil parish i grevskapet Kent i sydöstra England. Orten ligger i distriktet Canterbury och utgör en sydostlig förort till Whitstable. Civil parishen hade 3 132 invånare vid folkräkningen år 2021.